# Asphondylia inflata
Asphondylia inflata är en tvåvingeart som beskrevs av Peter Kolesik 1997. Asphondylia inflata ingår i släktet Asphondylia och familjen gallmyggor. Inga underarter finns listade i Catalogue of Life.